# Lipoproteinový receptor
Lipoproteinový receptor zkráceně LRP, patří do skupiny transmembránových proteinů.
Patří mezi ně:
- LRP1
- LRP1B
- LRP2 (megalin)
- LRP3
- LRP4
- LRP5
- LRP6
- LRP8, apolipoprotein a receptor
- LRP10
- LRP11
- LRP12